# 夕映え (映画)
『夕映え』（ゆうばえ、原題：The Tamarind Seed）は、1974年のアメリカ・イギリス合作の恋愛映画。イブリン・アンソニーによる小説「バルバドスの罠」を原作とする。監督はブレイク・エドワーズ、出演はジュリー・アンドリュース、オマル・シャリーフなど。

## あらすじ
夫を自動車事故で亡くし、既婚者の空軍大尉との恋も失敗に終わった英国内務省の秘書ジュディスが、休暇で訪れたバルバドスでKGBのロシア人フィオドルと出会う。
ジュディスとフィオドルの出会いは偶然だったが、やがて二人の関係はイギリス外務省とパリのソ連大使館の知るところとなり、双方の国から警戒される。

## キャスト
※括弧内は日本語吹替（初回放送1984年12月22日 日本テレビ『土曜映画劇場』）
- ジュディス・ファロー：ジュリー・アンドリュース（宗形智子）
- フィオドル・スヴェルドロフ：オマル・シャリーフ（小林修）
- ジャック・ローダー：アンソニー・クエイル（阪脩）
- ファーガス・スティーブンソン：ダン・オハーリー（嶋俊介）
- マーガレット・スティーブンソン：シルヴィア・シムズ（中西妙子）
- ゴリツィン将軍：オスカー・ホモルカ（今西正男）
- ジョージ・マクラウド：ブライアン・マーシャル（英語版）
- リチャード・パターソン：デヴィッド・バロン（筈見純）
- レイチェル・パターソン：セリア・バナーマン（英語版）
- モロー大佐：ロジャー・ダン
- サンディ・ミッチェル：シャロン・デュース（英語版）
- スチュカロフ少佐：ジョージ・ミケル（英語版）
- アンナ・スクリャービーナ：ケイト・オマラ（英語版）
- ディミトリ・メメノフ：コンスタンティン・グレゴリー（英語版）
- 初代KGBエージェント：ジョン・サリヴァン
- 2代目KGBエージェント：テレンス・プラマー
- 3代目KGBエージェント：レスリー・クロフォード
- イゴール・カリーニン：アレクセイ・ヤウドキモフ
- ジャネット・ヘンフリー（英語版）

## 製作
1971年7月19日のDVニュースによれば、ロリマーが原作の小説の映画化権を購入した。当初はアール・ハムナー・Jrが脚本として予定されていたが、ブレイク・エドワーズの参加によりハムナーの脚本は破棄されたという。
撮影は主にバルバドス・ロンドン・パリで行われた。
当初はジャック・ホーキンスがゴリツィン将軍役にキャスティングされていたが、病気の為にオスカー・ホモルカに交代する事となった。

## サウンドトラック
Silva Screen Recordsによって2021年にリリース。日本でも発売された。
トラックリスト
| #   | タイトル                                               | 作詞 | 作曲・編曲 | 時間 |
| --- | ------------------------------------------------------ | ---- | ---------- | ---- |
| 1.  | 「The Tamarind Seed Main Title」                       |      |            | 2:24 |
| 2.  | 「Judith Remembers」                                   |      |            | 3:24 |
| 3.  | 「A Drive on the Island」                              |      |            | 0:56 |
| 4.  | 「Play It Again (Film version)」                       |      |            | 3:38 |
| 5.  | 「File 23」                                            |      |            | 3:03 |
| 6.  | 「Defection」                                          |      |            | 1:04 |
| 7.  | 「Airport」                                            |      |            | 3:59 |
| 8.  | 「Plane Swap」                                         |      |            | 1:35 |
| 9.  | 「Interception Attempt」                               |      |            | 0:37 |
| 10. | 「The KGB Prepares」                                   |      |            | 0:34 |
| 11. | 「Napalm Boat」                                        |      |            | 2:37 |
| 12. | 「Burning Bungalow」                                   |      |            | 0:36 |
| 13. | 「He's Alive」                                         |      |            | 0:41 |
| 14. | 「She'll Recover」                                     |      |            | 1:00 |
| 15. | 「The Tamarind Seed End Title」                        |      |            | 2:13 |
| 16. | 「The End (Version 1)」                                |      |            | 3:18 |
| 17. | 「Holiday Source Cue 1」                               |      |            | 2:18 |
| 18. | 「Holiday Source Cue 2」                               |      |            | 3:14 |
| 19. | 「The Tamarind Seed Main Theme (Alternate version 1)」 |      |            | 3:05 |
| 20. | 「Holiday Source Cue 3」                               |      |            | 1:32 |
| 21. | 「The End (Version 2)」                                |      |            | 2:44 |
| 22. | 「The Tamarind Seed Main Theme (Alternate version 2)」 |      |            | 1:50 |
| 23. | 「Unused Source Music」                                |      |            | 1:02 |
| 24. | 「Radio Source Music」                                 |      |            | 2:52 |
| 25. | 「Embassy Party Source Music」                         |      |            | 2:45 |
| 26. | 「Play It Again (Single version)」                     |      |            | 3:48 |

## ノミネート
- 1974年 英国アカデミー賞 助演女優賞：シルヴィア・シムズ[7]